# Pesadillas (manga)
Pesadillas es en manga escrito y dibujado por Katsuhiro Ōtomo. Fue serializado entre 19 de enero de 1980 al 6 de julio de 1981. 

## Argumento
En un complejo de edificios la policía investiga el aparente suicidio de Ueno Genji, la más reciente de una serie de sospechosas muertes; poco después el agente Takeyama es encontrado muerto por su compañero, cuando estaban de guardia. El comisario Yamagawa, detective principal del caso, descubre que el autor de los asesinatos es Cho-San, quien termina asesinándolo. Una nueva familia se muda al complejo de edificios. Etsuko, una niña que acaba de mudarse con su familia al complejo de viviendas, tiene poderes psíquicos con los que intentará detener el reinado de terror de Cho-San. 

## Edición en español
En 1983 se publica por primera vez en España por Norma Editorial en 3 tomos de la colección BN, la misma editorial la rédito en un tomo único en los años  2003 y 2024  

## Curiosidades
1. Existe similitudes entre la historia de Tsutome Sasaki y la primera historia del capítulo nueve de la serie animada Paranoia Agent titulado “ETC”.

Pesadillas: Un grupo de tres señoras chismean, entre otras cosas, sobre Tsutome Sasaki, quien acaba de suspender el examen de ingreso a la universidad por tercera vez. Tsutome Sasaki se dedicaba más a construir aviones a escala que a estudiar. Es poseído por Cho-San para que asesine a Etsuko. Al no lograrlo, Cho-San hace que se suicide cortándose el cuello.  
Paranoia Agent:  Cuatro amas de casa comparten chismes sobre “El Chico del Bate”. El primero cuenta la historia de un adolescente que intenta desesperadamente estudiar para su examen de matemática. Durante el examen, estornuda una ecuación matemática; él corre al baño, donde vuelve a expulsar ecuaciones con cada estornudo. Se inicia un golpe persistente en la puerta del sanitario, levanta la vista y ve al “El chico del bate”, quien estaba observándolo. Un maestro entra al baño, encontrando un mar de ecuaciones por todo el piso. El alumno sale del sanitario, vomita más ecuaciones y se desmaya. Al terminar, una de las amas de casa dice haber escuchado que se había suicidado.     
    2. Guillermo del Toro intento convencer a Katsuhiro Otomo para realizar una adaptación cinematográfica del manga.